# Jean-Claude Danglot
Jean-Claude Danglot (20 de setembro de 1950) é membro do Senado da França, representando o departamento de Pas-de-Calais . Ele é membro do Grupo Comunista Republicano e Cidadão . Sucedeu a Yves Coquelle, que renunciou por motivos de saúde em 2007.